# Камчатский округ
Камчатский округ — административно-территориальная единица Дальневосточного края, существовавшая в 1926—1932 годах.
Камчатский округ был образован в 1926 году. Центром округа был назначен город Петропавловск-Камчатский.
Первоначально округ был разделён на 8 районов: Анадырский, Большерецкий, Карагинский, Пенжинский, Петропавловский, Тигильский, Усть-Камчатский, Чукотский.

## История
Постановлением ВЦИК РСФСР от 4 января 1926 года на Дальнем Востоке Дальневосточная область была преобразована в Дальневосточный край. Камчатская губерния стала составной частью края и стала называться округом. Территория бывшего Охотского уезда была присоединена к Николаевскому округу. Решением Камчатского окрревкома № 29 от 1 апреля 1926 года в Камчатском округе было закреплено первое районирование его территории. Уезды и волости были ликвидированы и были созданы районы.
В 1930 году из состава Камчатского округа были выведены вновь образованные Чукотский и Корякский национальные округа. В Камчатском округе осталось 3 района: Большерецкий, Петропавловский и Усть-Камчатский. В 1932 Камчатский округ был преобразован в Камчатскую область.

## Население
Население округа в 1926 году составляло 34,7 тыс. человек (без иностранцев, которых было 0,2 тыс.):
чукчи — 31,8 %
коряки — 20,6 % 
русские — 19,7 %
ительмены — 10,7 %
эвенки — 4,1 %
эвены — 3,8 %
эскимосы — 3,7 %
чуванцы — 2,0 %